# Rhynchium kuenckeli
Rhynchium kuenckeli är en stekelart som beskrevs av Maurice Maindron 1882. Rhynchium kuenckeli ingår i släktet Rhynchium och familjen Eumenidae. Inga underarter finns listade i Catalogue of Life.